# Мизиано, Каролина Франческовна
Каро́лина Франче́сковна Мизиа́но (итал. Carolina Misiano; осень 1913, Турин, Пьемонт, Италия — 1994, Москва, Россия) — советский ученый историк-итальянист, переводчик, политический и коммунистический деятель, доктор исторических наук (1979), старший научный сотрудник Института всеобщей истории АН СССР, одна из основоположников отечественной итальянистики, деятель международного антифашистского и интернационального движения, участница радиопропаганды в годы Великой Отечественной войны. Дочь итальянского коммуниста Франческо Мизиано.

## Биография
Каролина Мизиано (в семье называли ее Линой), названная в честь бабушки, матери отца, родилась осенью 1913 года в Италии, скорее всего в городе Турин, в семье Франческо Мизиано, одного из основателей Итальянской коммунистической партии, издателя, депутата парламента и активного противника фашизма, и его жены Марии Конти. После многочисленных неутихающих преследований которым подверглась семья, по решению ЦК ИКП 15 декабря 1924 года пересекают границу в Бреннере эмигрировала в Советский Союз. Вместе с отцом, матерью Марией Конти и младшей сестрой Орнеллой, Каролина обосновалась в Москве, где с раннего возраста вошла в круг политической эмиграции и революционных деятелей Коминтерна.
В 1936 году, будучи комсомолкой, Каролина Мизиано всерьёз намеревалась отправиться в Испанию, чтобы участвовать в борьбе в гражданской войне против фашизма на стороне республиканцев. Однако из-за тяжёлой болезни и скорой смерти отца ей пришлось отказаться от этой поездки. Позже она вспоминала, что обратилась с просьбой о содействии к Пальмиро Тольятти, и хотя поездка не состоялась, именно это стремление она считала первым сознательным выбором пути и подтверждением своей жизненной позиции.
Образование Каролина Мизиано получила в СССР. В возрасте 16 лет по рекомендации самого А. В. Луначарского поступает вМосковский Юридический Институт МГУ на отделение международного права выпустившись с высшим образованием в 1933 году, после чего прошла аспирантскую подготовку как историк присвоив учёную степень кандидата наук в 1938 году. Владела итальянским, испанским, французским, немецким и русским языками, что позволило ей активно работать как переводчице и публицистке.
В 1930–1940-х годах участвовала в деятельности Коминтерна, взаимодействовала с эмигрантскими коммунистическими кругами, переводила статьи, документы и обращения. С началом Великой Отечественно войны Мизиано напраила письмо в ЦК ВКП(б) с просьбой отправить ее на фронт, но назначение получила сначала заведующим итальянским отделом, а затем и всем заподноевропейским отделом редакции «Радио Москва» под управлением П. Тольятти (выступавший в эфире под псевдонимом Марио Корренти). Переводила с итальянского труды и речи видных политиков и мыслителей как Грамши и других, принимала участие в разработке материалов по антифашистской борьбе, трудилась в составе международных делегаций и комитетов.
После окончания войны Каролина Мизиано проживала в Москве на улице Горького (ныне Тверская) в доме 46; перешла к преподавательской и научной работе. С конца 1940-х годов она преподавала в Московском государственном университете, на кафедре новой и новейшей истории, где стала одной из основательниц советской школы итальянистики и учёной в области исторических. В 1950-е гг. — сотрудник исторического факультета МГУ. Также была преподавателем будущего советского историка-итальяниста, доктора исторический наук И. В. Григорьевы. Одновременно она вела исследовательскую работу в Институте всеобщей истории АН СССР. Основной тематикой её исследований стали история Рисорджименто, революционного движения в Италии XIX века, формирование итальянского национального государства, деятельность Джузеппе Мадзини, Джузеппе Гарибальди, движения карбонариев, а также история итальянской Социалистической и Коммунистической партий. Она занималась вопросами классовой структуры итальянского общества, роли масс в революционном процессе, анализом национального и международного измерения борьбы за единую Италию. В 1969— годы защитила кандидатскую диссертацию по теме Итальянского Рисорджименто, а позднее в 1979 и докторскую о движении карбонариев и национально-освободительном движении в Италии, в последствии опубликовав работу «Италия в борьбе за национальную независимость и единство» (1981).
Как преподаватель и научный руководитель, Каролина Мизиано воспитала целую школу специалистов по итальянской истории. Многие её ученики продолжили работу в Академии наук, университетах и научных центрах, формируя ядро советской и постсоветской итальянистики. Она активно участвовала в научной жизни, выступала на международных конференциях, публиковала статьи, рецензии и переводы. Была лично знакома, сотрудничала и дружила с рядом видных политических деятелей, деятелей искуства, историков и ученых такие как Женевьева Табуи, Камилло Бернери, Карло Роселли, А. И. Балабанова, Энрико Берлингуэр, Энцо Сантарелли и В. Г. Комиссаржевский. В 1922 году в Берлине, по дороге в Советскую Россию, Франческо Мизиано вместе с дочерью Каролиной (Линой), где через Международную организацию помощи революционерам (Межрабпом) им довелось встретиться с рядом выдающихся деятелей эпохи — среди них были Клара Цеткин, Марсель Кашен, Анатоль Франс, Анри Барбюс и даже Альберт Эйнштейн. Эти встречи, по её собственным воспоминаниям, оставили в её памяти неизгладимый след. Также она была знакома с М. Г. Сусловым и с О. В. Куусиненым — через связи с ИККИ и Институтом марксизма-ленинизма, где участвовала в редколлегиях и идеологических комиссиях. Один из ближайших коллег Каролины Мизиано по ИВИ АН СССР был Сергей Данилович Сказкин — академик, а также редактор «Истории Италии» (1970–71), одна из совместных работ. Е. В. Сергеев, Н. И. Павленко, Л. Н. Иванов — её современники и коллеги по кафедре новой и новейшей истории в МГУ.
Каролина Франческовна Мизиано скончалась в Москве в 1994 году. Похоронена на Донском кладбище в Москве.

### Семья
Отец — Франческо Мизиано, депутат итальянского парламента, социалист, один из основателей Итальянской Коммунистической Партии и активным антифашистом, бежавшим с семьёй в Советский Союз в 1921 году. Мать, Мария Конти, также происходила из среды социалистического и антиклерикального движения.
Брат Каролины, Гуальтьеро (1920–1980), стал известным певцом, переводчиком, музыкальным деятелем, выступавшим в СССР. Сестра, Орнелла (1915–1998), была политическим деятелем, переводчицей и редактором, также принимавшей участие в общественной и культурной жизни.
Каролина Франческовна Мизиано родила сына — Виктор Александровича (род. 1957), от некоего Александра. Сведений о браке нет. Виктор Мизиано стал одним из ведущих кураторов современного искусства в постсоветской России. Он основал и возглавил Художественный журнал, принимал участие в международных биеннале, в том числе в Венецианской, и оказал большое влияние на формирование постсоветского художественного дискурса.